# Heinrich Glück
Heinrich Glück (* 11. Juli 1889 in Wien; † 24. Juni 1930 ebenda) war ein österreichischer Kunsthistoriker.

## Leben
Heinrich Glück studierte an der Universität Wien Kunstgeschichte und wurde dort 1914 bei Joseph Strzygowski promoviert. 1919 habilitierte er sich dort für Kunstgeschichte des Orients, des Mittelalters und der Neuzeit, 1923 wurde er zum außerordentlichen Professor ernannt. Ab 1928 war er Kustos am Österreichischen Museum für Kunst und Industrie.
Seine Forschungsschwerpunkte waren die christliche Kunst des Ostens und die Kunst des Islams.

## Veröffentlichungen (Auswahl)
- Der Breit- und Langhausbau in Syrien. Auf kulturgeographischer Grundlage bearbeitet. Winter, Heidelberg 1916.
- Probleme des Wölbungsbaues. I - Die Bäder Konstantinopels und ihre Stellung in der Baugeschichte des Morgen- und Abendlandes. Halm und Goldmann, Wien 1921.
- Die Kunst der Osmanen. E. A. Seemann, Leipzig 1922 (= Bibliothek der Kunstgeschichte 45)
- Die Kunst der Seldschuken in Kleinasien und Armenien. E. A. Seemann, Leipzig 1922 (= Bibliothek der Kunstgeschichte 61)
- mit  Ernst Diez: Die Kunst des Islam (Propyläen Kunstgeschichte). Propyläen, Berlin 1925.
- Der Ursprung des römischen und abendländischen Wölbungsbaues. 1933.